# 佟哲晖
佟哲晖（1918年12月18日—），曾用名佟兆和，男，辽宁沈阳人，中国经济学家，东北财经大学教授、博士生导师，曾任中国统计学会常务理事。